# Liste de drapeaux de la Grèce
Cet article dresse une liste de drapeaux utilisés en Grèce.

## Drapeau national
| Drapeau | Date                                                                                     | Usage | Description |
| ------- | ---------------------------------------------------------------------------------------- | --- | --- |
|         | utilisé depuis 1822 (en tant que pavillon naval) et, depuis 1978, seul drapeau national. | Le drapeau national actuel de la Grèce est adopté par la première assemblée nationale d'Épidaure en janvier 1822 en tant que pavillon navale. Entre 1822 et 1978, ce drapeau est utilisé en mer et pour le service extérieur. En 1978, il est instauré comme seul drapeau national et également comme pavillon civil et de guerre. | Cinq bandes horizontales égales de couleur bleue alternant avec du blanc. Dans l'angle supérieur du guindant, un canton bleu porte une croix blanche. |

## Étendards présidentiels
| Drapeau | Date        | Usage | Description |
| ------- | ----------- | --- | --- |
|         | depuis 1979 | Drapeau distinctif du président de la République hellénique. Il est utilisé pour indiquer la présence du président de la République (dans les véhicules, les bâtiments, etc.). Ce drapeau est également utilisé comme pavillon dans le grand mât des navires de la marine hellénique lorsque le président de la République est à bord (selon l'article 45 de la Constitution, le président de la République « est le chef symbolique des forces armées » ; en tant que marque de commandement, ce drapeau est donc considéré comme similaire au drapeau d'un amiral de la flotte ou d'un supérieur). | Un drapeau bleu carré portant des deux côtés une croix de couleur argentée avec des bras égaux et une pointe formée au milieu de l'extrémité inférieure du bras vertical. Les parties adjacentes à la croix sont de la même couleur que le drapeau, la croix étant délimitée par une ligne dorée formant un écusson totalement entouré de deux branches de laurier dorées formant un cercle, se croisant sous la pointe de la croix (une Forme du blason de la Grèce). (Le drapeau est produit en quatre tailles : 1,70 m de côté, 1,10 m, 3ème 0,65 m et 0,23 m). |
|         | 1973–1974   | Drapeau associé à la dictature des colonels des années 1970, dirigée par le président Phaedon Gizikis. Le phénix a également été utilisé comme symbole par le gouvernement de montagne pendant l'Occupation de la Grèce pendant la Seconde Guerre mondiale, la première République hellénique sous Ioánnis Kapodístrias et bien avant la guerre d'indépendance grecque. | Un phénix doré émergeant des flammes sur un fond sombre bleu nuit. |
|         | 1924–1935   | Ancien drapeau du président de la Grèce. | Croix blanche sur champ d'azur. |

## Étendards royaux
| Drapeau                                           | Date                 | Usage | Description |
| ------------------------------------------------- | -------------------- | --- | --- |
|                                                   | 1936–1974            | L'étendard royal du roi, adopté en 1936. | Comme le pavillon de beaupré, avec les armes de la famille royale au centre et quatre couronnes dans les quartiers. |
|                                                   | 1936–1974            | L'étendard du prince héritier, adopté en 1936. | Comme le pavillon de beaupré, avec les armes de la famille royale au centre et une couronne dans le premier quartie. |
|                                                   | 1936–1974            | L'étendard utilisé par la famille royale grecque, adopté en 1936 | Comme le pavillon de beaupré, avec les armes de la famille royale au centre mais sans couronne. |
|                                                   | 1963-1964            | Drapeau personnel de Frederika de Hanovre reine des Hellènes. | |
|                                                   | 1914–1924 1935–1936  | L'étendard utilisé par le prince héritier, adopté en 1914, est devenu superflu après l'abolition de la monarchie en 1924. Après la restauration de la monarchie en 1935, les décrets de 1914 concernant les drapeaux grecs et ceux de la famille royale ont été rétablis par le décret du 7 novembre 1935 . Ce drapeau a été remplacé en 1936 par un nouveau modèle. | Comme le pavillon de beaupré, mais dans un champ bleu clair. Les premier et troisième quartiers sont ornés d'une couronne royale.. |
|                                                   | 1914–1924 1935–1936  | Étendard de la reine de Grèce (ici aux armes de Sophie de Prusse), adopté en 1914. Le drapeau est devenu superflu après l'abolition de la monarchie en 1924. Après la restauration de la monarchie en 1935, les décrets de 1914 concernant les drapeaux grecs et ceux de la famille royale ont été rétablis par le décret du 7 novembre 1935.                        | |
|                                                   | 1914–1924 1935–1936  | L'étendard utilisé par les autres membres de la famille royale, adopté en 1914. Il est devenu superflu après l'abolition de la monarchie en 1924. Après la restauration de la monarchie en 1935, les décrets de 1914 concernant les drapeaux grecs et ceux de la famille royale ont été rétablis par le décret du 7 novembre 1935.                                   | |
|                                                   | 1914–1917, 1920–1922 | L'étendard royal du roi, adopté en 1914. Les bâtons de maréchal croisés font référence au roi Constantin Ier, qui a été élevé à ce rang en 1913. Le drapeau a été utilisé pendant les deux règnes de Constantin Ier, 1913-1917 et 1920-1922. | Comme le pavillon de beaupré, mais sur un fond bleu clair avec les armoiries du roi Constantin Ier au centre. Derrière les armoiries se trouvent deux bâtons de maréchal croisés.                                                                                                  |
|                                                   | 1913–1914            | Drapeau personnel de la reine Olga de Grèce en tant que reine mère, comme spécifié dans le décret royal du 3 juin 1914. | |
| Personal flag of King George I of Greece          | 1863–1913            | Étendard utilisé par le roi Georges Ier. | Le drapeau est constitué de la version en croix du drapeau national, avec les armoiries royales de la Grèce superposées au centre de la croix. |
|                                                   | 1863–1913            | Étendard royal signalé durant les premières années du règne du roi George Ier,. | Drapeau grec et armoiries de la Maison de Glücksbourg. |
| Flag of the Principality of Samos                 | 1832–1862            | Étendard royal sous le règne du roi Othon Ier | Le drapeau est constitué d'une croix carrée unie avec le monogramme du roi Othon de Grèce au milieu. |
| Royal standard during the late reign of King Otto | 1858–1862            | Étendard royal à utiliser sur les navires pendant la fin du règne du roi Othon Ier, adopté en 1858 | Le drapeau se compose de la version en croix simple du drapeau national dans les proportions 3:2, avec les armoiries bavaroises de la Maison de Wittelsbach superposées au centre de la croix, surmontées d'une couronne. La couleur bleue est plus claire qu'aujourd'hui.         |
| Royal standard during the reign of King Otto      | 1833–1858            | Étendard royal utilisé sur les navires pendant la majeure partie du règne du roi Othon Ier, adopté en 1833. | Le drapeau se compose de la version en croix simple du drapeau national dans les proportions 10:7 avec les armoiries bavaroises de la Maison des Wittelsbach superposées au centre de la croix, surmontées d'une couronne. La couleur bleue est plus claire qu'à l'heure actuelle. |

## Drapeaux militaires

### Forces armées helléniques
| Drapeau | Date        | Usage | Description |
| ------- | ----------- | --- | ----------- |
|         | 1950–actuel | Drapeau de l'État-major de la défense nationale hellénique (en).                                               |             |
|         | 1950–actuel | Drapeau de grade du chef de l'état-major général de la défense nationale hellénique - variante armée.          |             |
|         | 1950–actuel | Drapeau de grade du chef de l'état-major général de la défense nationale hellénique - variante marine.         |             |
|         | 1950–actuel | Drapeau de grade du chef de l'état-major général de la défense nationale hellénique - variante armée de l'air. |             |

### Armée hellénique
| Drapeau | Date        | Usage                                                                               | Description |
| ------- | ----------- | ----------------------------------------------------------------------------------- | --- |
|         |             | Drapeau de guerre de l'armée (couleur régimentaire) (Πολεμική Σημαία Στρατού Ξηράς) | Un drapeau carré avec une croix blanche sur fond bleu et, au centre, une image de Saint Georges terrassant le dragon. |
|         | 1904-actuel | Drapeau de l'État-major général de l'armée hellénique.                              | Le sceau de l'armée hellénique sur trois bandes, rouge, verte et rouge, séparées par des bordures blanches..          |
|         | ?-actuel    | Drapeau de général de l'armée hellénique..                                          | |
|         | ?-actuel    | Drapeau de major général de l'armée hellénique..                                    | |
|         | ?-actuel    | Drapeau de lieutenant général de l'armée hellénique..                               | |
|         | ?-actuel    | Drapeau de brigadier général de l'armée hellénique.                                 | |

### Marine de guerre hellénique
| Drapeau | Date        | Usage | Description |
| ------- | ----------- | --- | --- |
|         | 1822–actuel | Pavillon de la Marine de guerre hellénique. | Drapeau carré avec une croix blanche sur fond bleu. Une couronne dorée a été ajoutée au centre pendant les périodes de monarchie (1833-1924 et 1935-1973). |
|         | 1822–actuel | Flamme de guerre (en grec moderne : Επισείων Πολεμικού Πλοίου), arboré par tous les navires et établissements de la marine hellénique en service, à moins qu'il ne soit remplacé par le drapeau de grade d'un officier supérieur. | Flamme de navire de guerre, de couleur bleue, ayant la forme d'un triangle isocèle allongé, portant une croix blanche près de la base du triangle. Le rapport entre la base et la longueur (hauteur du triangle) du drapeau est généralement de 1 à 20. Les bras de la croix ont une largeur égale à 1/5 de la longueur de la base et chaque bras a une longueur égale à 3/5 de la longueur de la base. Le fanion est hissé au sommet du grand mât. |
|         |             | Drapeau de l'état-major de la marine hellénique. | Le sceau de la marine hellénique sur trois bandes blanche, rouge et blanche avec un bord extérieur bleu. |
|         |             | Drapeau de grade de l'amiral de la marine hellénique. | Un drapeau carré avec une croix blanche sur un champ bleu avec une étoile dans les quatre quartiers. |
|         | 1956–actuel | Drapeau de grade du premier ministre grec à bord des navires de la marine hellénique. | Comme l'emblème de la marine hellénique, avec trois bandes diagonales montantes blanches dans le premier quart. |
|         | 1956–actuel | Drapeau de grade du ministre grec de la défense nationale à bord des navires de la marine hellénique. | Comme l'emblème de la marine hellénique, avec trois bandes diagonales montantes blanches dans le premier quart et trois bandes descendantes dans le quatrième. |
|         | 1956–actuel | Drapeau de grade des ministres de la République hellénique. | Comme l'emblème de la marine hellénique, avec trois bandes diagonales montantes blanches dans le premier et le quatrième quart. |

### Garde côtière hellénique
| Drapeau | Date      | Usage                                              | Description |
| ------- | --------- | -------------------------------------------------- | --- |
|         | ?-actuel  | Drapeau de service de la Garde côtière hellénique. | Sept bandes horizontales, blanches et bleues, avec l'emblème de la Garde côtière hellénique.                                                                                 |
|         | ?-actuel  | Pavillon des navires des gardes-côtes helléniques. | Quinze bandes verticales bleues et blanches avec deux ancres bleues croisées et un canton blanc dans le coin supérieur gauche avec l'emblème national de la Grèce au centre. |
|         | 1919-1973 | Ancien drapeau de la Garde côtière hellénique.     | |